# 637
| [ Edytuj tabelę ]          |                               |
| Cesarz Bizancjum           | - 610 Herakliusz 641          |
| Cesarz Chin                | - 626 Tang Taizong 649        |
| Król Essexu                | - 617 Sigeberht I Mały 653    |
| Król Franków               | - 632 Dagobert I 639          |
| Cesarz Japonii             | - 629 Jomei 641               |
| Kalif                      | - 634 Umar ibn al-Chattab 644 |
| Król Kentu                 | - 616 Eadbald 640             |
| Patriarcha Konstantynopola | - 610 Sergiusz I 638          |
| Władca Korei               | - 618 Yŏngnyu 642             |
| Król Longobardów           | - 636 Rotari 652              |
| Król Mercji                | - 626 Penda 655               |
| Król Nortumbrii            | - 634 Oswald 642              |
| Papież                     | - 625 Honoriusz I 638         |
| Król Persji                | - 632 Jezdegerd III 651       |
| Król Wizygotów             | - 636 Chintila 639            |

Rok 637 / DCXXXVII
stulecia: VI wiek ~
VII wiek ~
VIII wiek

lata: 627 «
632 «
633 «
634 «
635 «
636 «
637
» 638
» 639
» 640
» 641
» 642
» 647

## Wydarzenia
- 24 czerwca – król Dalriady Domnall Brecc i jego sojusznik Congal Cáech z Dál nAraidi zostali pokonani w bitwie pod Mag Rath (obecnie Irlandia Północna) przez Domnalla mac Áedo z klanu Cenél Conaill, ówczesnego Wielkiego Króla Irlandii.

- Zdobycie Jerozolimy przez muzułmanów.
- Pod względem populacji Xi’an (400,000 - 622; 600,000 - 800) wyprzedził Ktezyfon i stał się największym miastem świata (dane szacunkowe).